# Quercetin

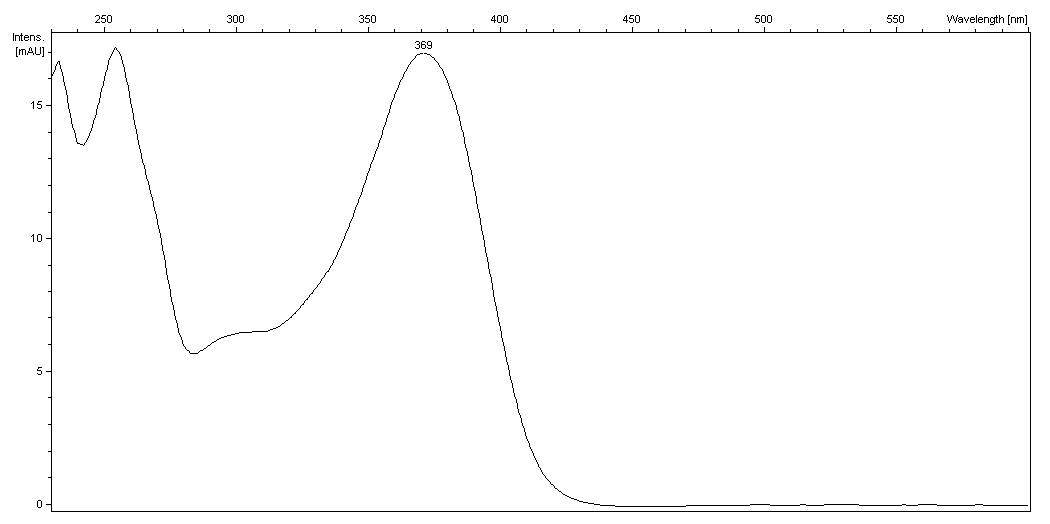
UV visible spectrum of quercetin, with lambda max at 369 nm.

Quercetin /ˈkwɜːrs[invalid input: 'ɨ']t[invalid input: 'ɨ']n/, một flavonol, là một flavonoid, nói cách khác, một sắc tố thực vật với một cấu trúc phân tử như resveratrol và có nguồn gốc từ flavone. Nó có mặt trong trái cây, rau, lá và ngũ cốc. Nó có thể được sử dụng như một thành phần trong chất bổ sung, đồ uống, thực phẩm.

## Sự xuất hiện
Quercetin là một flavonoid phân bố rộng khắp trong tự nhiên.  Tên gọi được sử dụng từ năm 1857, và có nguồn gốc từ quercetum - rừng sồi (oak forest), sau Quercus.  Nó là một chất ức chế cực vận chuyển auxin (polar auxin transport) tự nhiên.
| Thực phẩm chứa quercetin                    | Quercetin (mg/100g of edible portion) |
| ------------------------------------------- | ------------------------------------- |
| capparis spinosa (caper), sống (raw)        | 234                                   |
| capparis spinosa (caper), đóng hộp (canned) | 173                                   |
| cần núi (lovage)                            | 170                                   |
| rumex như chút chít (cây) (sorel)           | 86                                    |
| cải củ lá                                   | 70                                    |
| minh quyết (carob)                          | 58                                    |
| thì là (dill)                               | 55 (48-110)                           |
| ngò (cilantro)                              | 53                                    |
| Hungarian wax pepper                        | 51                                    |
| tiểu hồi hương (fennel)                     | 48.8                                  |
| Hành đỏ                                     | 32                                    |
| radicchio                                   | 31.5                                  |
| cải xoong                                   | 30                                    |
| lúa mạch                                    | 23                                    |
| cải xoăn                                    | 23                                    |
| aronia prunifolia (chokeberry)              | 19                                    |
| mạn việt quất                               | 15                                    |
| Vaccinium vitis-idaea (lingonberry)         | 13                                    |
| plums, black                                | 12                                    |
| đậu dải (cowpea)                            | 11                                    |
| khoai lang                                  | 10                                    |
| việt quất xanh, cultivated                  | 8                                     |
| sea buckthorn berry                         | 8                                     |
| rowanberry                                  | 7                                     |
| empetrum nigrum (crowberry)                 | 5                                     |
| lê gai (opuntia) (quả xương rồng)           | 5                                     |
| táo tây, Red Delicious                      | 4                                     |
| bông cải xanh                               | 3                                     |
| việt quất đen                               | 3                                     |
| trà, đen hoặc xanh Camellia sinensis        | 2                                     |

### Củ
Trong hành đỏ, nồng độ cao hơn của quercetin nằm ở các vòng ngoài cùng và ở phần gần gốc, phần sau đó là một phần của cây với nồng độ cao nhất.

### Quả
Một nghiên cứu cho thấy cà chua trồng kiểu hữu cơ (organically grown - organic farming) có chứa quercetin nhiều hơn 79% so với loại trồng kiểu thông thường (conventionally grown - the green revolution). Quercetin có mặt trong các loại mật ong từ các nguồn thực vật khác nhau.

## Tác dụng tốt đến sức khỏe

### Ngừa cảm cúm
Có khả năng kháng virus. Nghiên cứu được thực hiện trên người cho thấy những người được tiêm quercetin ít bị cúm hơn sau 3 ngày tập luyện đến kiệt sức so với những người không tiêm quercetin. Davis cho biết: "Đây là nghiên cứu thử nghiệm có kiểm soát đầu tiên chứng minh lợi ích của việc ăn quercetin trong thời gian ngắn đối với khả năng lây nhiễm các bệnh lây lan qua đường hô hấp sau khi phải chịu đựng áp lực tập luyện. Ăn quercetin là chiến lược phòng ngừa hiệu quả để bù lại khả năng nhiễm bệnh bị tăng lên có liên quan đến việc tập luyện căng thẳng".